# HMS Matabele
Lo HMS Matabele (pennant number F26, poi cambiato in G26) fu un cacciatorpediniere della Royal Navy britannica appartenente alla classe Tribal, entrato in servizio nel gennaio del 1939; attivo durante la seconda guerra mondiale, fu affondato il 17 gennaio 1942 a nord della penisola di Kola dal sommergibile tedesco U-454.

## Storia
Impostata nei cantieri della Scotts Shipbuilding and Engineering Company di Greenock il 1º ottobre 1936, la nave fu varata il 6 ottobre 1937 con il nome di Matabele in onore dell'omonimo gruppo etnico dell'Africa meridionale, prima e unica unità della Royal Navy a portare questo nome. Entrata in servizio il 25 gennaio 1939, l'unità fu assegnata alla Home Fleet e svolse attività di addestramento nel canale de La Manica, scortando anche il 12 maggio 1939 il transatlantico Empress of Australia con a bordo il re Giorgio VI del Regno Unito di ritorno da un viaggio in Canada; nel giugno seguente il cacciatorpediniere fu invece distaccato nel Mare d'Irlanda per partecipare alle operazioni di recupero dello scafo del sommergibile HMS Thetis, affondato con tutto l'equipaggio durante delle prove in mare.
Allo scoppio della guerra nel settembre del 1939, il Matabele fu assegnato alle operazioni di scorta e pattugliamento dell'Atlantico settentrionale; il 25 settembre fu inviato insieme ad altri due cacciatorpediniere nella baia di Helgoland, nel Mare del Nord, per prestare assistenza al sommergibile HMS Spearfish, rimasto gravemente danneggiato dall'attacco di unità tedesche, riuscendo a portare in salvo il battello in patria. Servì in compiti di pattuglia nel Mare del Nord al fine di intercettare navi tedesche o fare da scorta alle unità della Royal Navy, fino ai primi di gennaio del 1940 quando fu messo in cantiere a Devonport per delle riparazioni di routine; rientrato in servizio a marzo, a partire dal 6 aprile seguente il Matabele fu impegnato negli eventi della campagna di Norvegia: oltre a fare da scorta alle unità maggiori britanniche, appoggiò gli sbarchi Alleati a Namsos, dove subì svariati attacchi aerei da parte della Luftwaffe tedesca senza tuttavia riportare danni. Il 18 maggio 1940 il Matabele subì danni allo scafo dopo aver strusciato sul bassofondo di Foksen, vicino Bodø: nello stesso incidente l'incrociatore HMS Effingham rimase incagliato con gravissimi danni allo scafo, e venne infine affondato con un siluro dallo stesso Matabele il 21 maggio seguente.
Messo in cantiere a Falmouth per le riparazioni il 27 maggio, il Matabele tornò in servizio a metà agosto dopo aver subito anche alcune modifiche al suo armamento per incrementarne la capacità antiaerea; oltre a continuare con le sue attività di unità di scorta per la Home Fleet, ai primi di ottobre del 1940 il cacciatorpediniere compì un'incursione al largo delle coste norvegesi insieme ai gemelli HMS Punjabi e HMS Somali, affondando il 4 ottobre la nave meteorologica tedesca Adolf Vinnen al largo di Stadlandet e il 22 ottobre un cargo costiero davanti Åndalsnes. La nave trascorse i primi mesi del 1941 impegnata in attività di routine con la Home Fleet, partecipando ad alcune missioni di minamento al largo della costa norvegese e alla scorta dei convogli navali atlantici diretti nel Regno Unito. Nell'aprile del 1941 fu sottoposto a nuovi lavori di manutenzione a Barrow-in-Furness; completati i lavori il 27 maggio, la nave subì però gravi danni allo scafo dopo aver strusciato il fondale mentre usciva dal porto il 5 giugno, dovendo nuovamente essere rimessa in cantiere per riparazioni protrattesi poi fino a metà agosto.
Trasferito alla base di Scapa Flow, il Matabele fu assegnato alla scorta dei convogli navali diretti in Unione Sovietica (i cosiddetti "convogli artici"): il 30 agosto 1941 salpò alla volta di Murmansk con a bordo personale della Royal Air Force destinato alla base sovietica, dove arrivò il 7 settembre; rientrato in patria, il cacciatorpediniere concluse il 1941 con le ormai abituali missioni di scorta alle unità della Home Fleet e di pattugliamento delle acque del Mare del Nord. L'11 gennaio 1942 il Matabele si aggregò alla scorta del convoglio PQ 8, salpato dall'Islanda alla volta di Murmansk; il 17 gennaio seguente, ormai in vista delle coste sovietiche, il cacciatorpediniere fu colpito da un siluro del sommergibile tedesco U-454: l'ordigno fece detonare il deposito delle munizioni provocando l'esplosione e l'affondamento della nave in meno di due minuti, nella posizione 69° 21' N, 35° 27' E. A causa del rapido affondamento della nave e delle basse temperature dell'acqua, solo due membri dell'equipaggio furono tratti in salvo dalle altre unità britanniche.